# Bouffry
Bouffry é uma comuna francesa na região administrativa do Centro, no departamento Loir-et-Cher. Estende-se por uma área de 17,13 km². Em 2010 a comuna tinha 134 habitantes (densidade: 7,8 hab./km²).